# Bitwa pod Wagram
Bitwa pod Wagram – jedna z największych bitew w kampaniach napoleońskich, stoczona 5–6 lipca 1809 wokół wyspy Lobau na Dunaju i w pobliżu wsi Wagram, 15 km na północny wschód od Wiednia.
W bitwie wojska francuskie pod dowództwem cesarza Napoleona Bonaparte pokonały wojska austriackie dowodzone przez arcyksięcia Karola Ludwika Habsburga; kluczową rolę w batalii odegrała artyleria.

## Bitwa

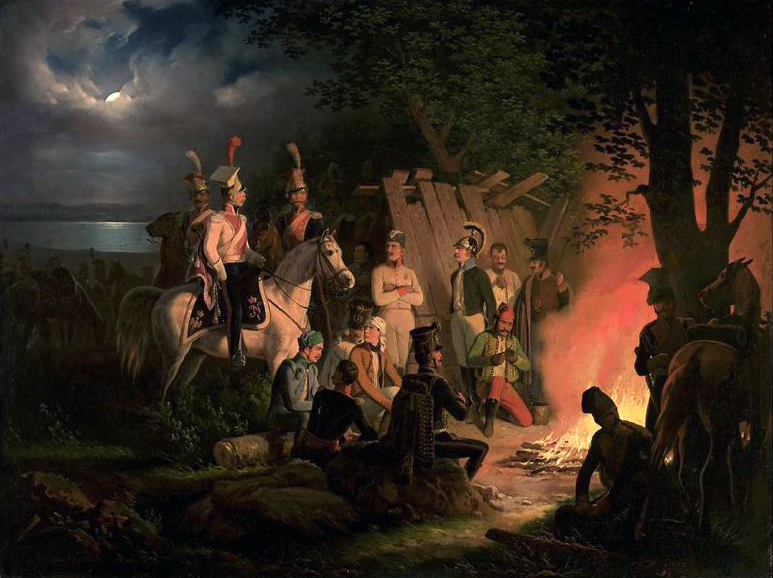
Biwak ułanów polskich pod Wagram – January Suchodolski

Pierwsze działania wojenne miały miejsce 27 maja 1809 r. Atak wojsk napoleońskich, mimo początkowych sukcesów, został powstrzymany, w wyniku braku amunicji. Spowodowane to zostało przerwaniem mostów na Dunaju. Po zebraniu posiłków i zbudowaniu solidniejszych mostów, 5 lipca Napoleon przeprawił swe wojska ponownie. Mimo zapadających ciemności wojska francuskie rozpoczęły natarcie. Jednak przypadkowa potyczka między oddziałami francuskimi wywołała chaos w szeregach i uniemożliwiła pokonanie wojsk austriackich tego samego dnia.
Rozstrzygnięcie nastąpiło nazajutrz, 6 lipca. Plan Cesarza Francuzów (szefem sztabu był marszałek Louis Berthier) polegał na przepołowieniu wojsk arcyksięcia Karola silnym atakiem w centrum, przy jednoczesnym natarciu prawego skrzydła. Plan Austriaków był podobny: silny atak na lewe skrzydło Francuzów. Bitwa rozpoczęła się około trzeciej w nocy. Wojska arcyksięcia Karola nie zgrały się w czasie i słabsze lewe skrzydło ruszyło pierwsze. Dlatego też marszałek Davout zaczął spychać wojska Rosenberga.
Prawe skrzydło austriackie natarło na żołnierzy marszałka Masseny. Jego wojska stawiały zacięty opór, ale zaczęły się cofać na południe. W czasie tego odwrotu wojska napoleońskie poniosły największą stratę w tej bitwie. Podczas jednej z osłaniających odwrót szarż zginął generał Antoni Karol Ludwik de Lasalle, nazywany pierwszym kawalerzystą cesarstwa. Zasłynął z powiedzenia, iż: „dobry huzar nie powinien przeżyć 30 lat”. W chwili śmierci miał 34 lata. W tym samym czasie Napoleon w centrum rozkazał sformować wielki czworobok. Na czele szli piechurzy, część gwardii i armii włoskiej. Na końcu bardzo liczna kawaleria – głównie kirasjerzy. Za czworobokiem postępowała gwardia. Czworobokiem dowodził gen. Macdonald.
Atak osłaniała olbrzymia artyleria. Setka dział, rozstawiona na odcinku 2 kilometrów (tzn. 1 armata na ok. 20 m), rozpoczęła największą w czasie wojen napoleońskich kanonadę. Łącznie podczas całej bitwy Francuzi zużyli 96 000 ładunków artyleryjskich. Dla porównania pod Borodino zużyli ok. 91 000 ładunków, a pod Lipskiem 89 000 (bitwa pod Lipskiem trwała 3 dni). Ostrzał ten znacznie zaszkodził wojskom austriackim. Próby powstrzymania francuskiego natarcia spełzły na niczym.
Po nieudanej szarży austriackiej ciężkiej jazdy, która zaatakowana przez kirasjerów w czasie ucieczki wpadła na własną piechotę, do ataku ruszyła francuska kawaleria. Przełamała częściowo opór przeciwnika, reszty dokonała piechota. W końcowej fazie natarcia dużą rolę odegrali polscy Szwoleżerowie Gwardii, atakując austriackich ułanów, pochodzących w większości z ziem zabranych Polsce. Szwoleżerowie odebrali ułanom ich lance i tak dobrze radzili sobie z nimi w dalszym ciągu bitwy, że po Wagram cesarz przydzielił im lance na stałe i zmienił nazwę formacji na szwoleżerów-lansjerów.
Wkrótce po ataku konnicy francuskiej cała armia arcyksięcia Karola rozpoczęła z nastaniem zmroku uporządkowany i dobrze przeprowadzony odwrót na północ, w stronę Czech (drogą na Znojmo).
Bitwa pod Wagram położyła kres marzeniom Austrii o potędze, umocniwszy przy tym prestiż Napoleona oraz Francji. W pamięci zbiorowej została zapamiętana, głównie dzięki wielkiej kanonadzie artylerii, a także przez krwawe starcia wrogiej sobie jazdy. 
Bitwa składała się z wielu bezpośrednich starć piechoty i kawalerii. Żadna bitwa epoki napoleońskiej do tej chwili nie była tak krwawa. Straty francuskie były niemal takie same jak Austriaków. Raport napoleońskiego szefa sztabu w dniu 6 lipca wieczorem podawał liczbę 25 142 zabitych i rannych. Generał Andreossy mianowany 'gubernatorem' Wiednia donosił, że 5844 rannych, tylko z korpusu Bernadotte'a (dwie dywizje saskie i jedna francuska), zostało skierowanych do szpitali w mieście. Arcyksiążę Karol twierdził, że wziął 7000 Francuzów do niewoli, ale nie ma to potwierdzenia w dokumentach.

## Upamiętnienie
Bitwa ta jest wymieniona na Łuku Triumfalnym w Paryżu.